# Val Demone

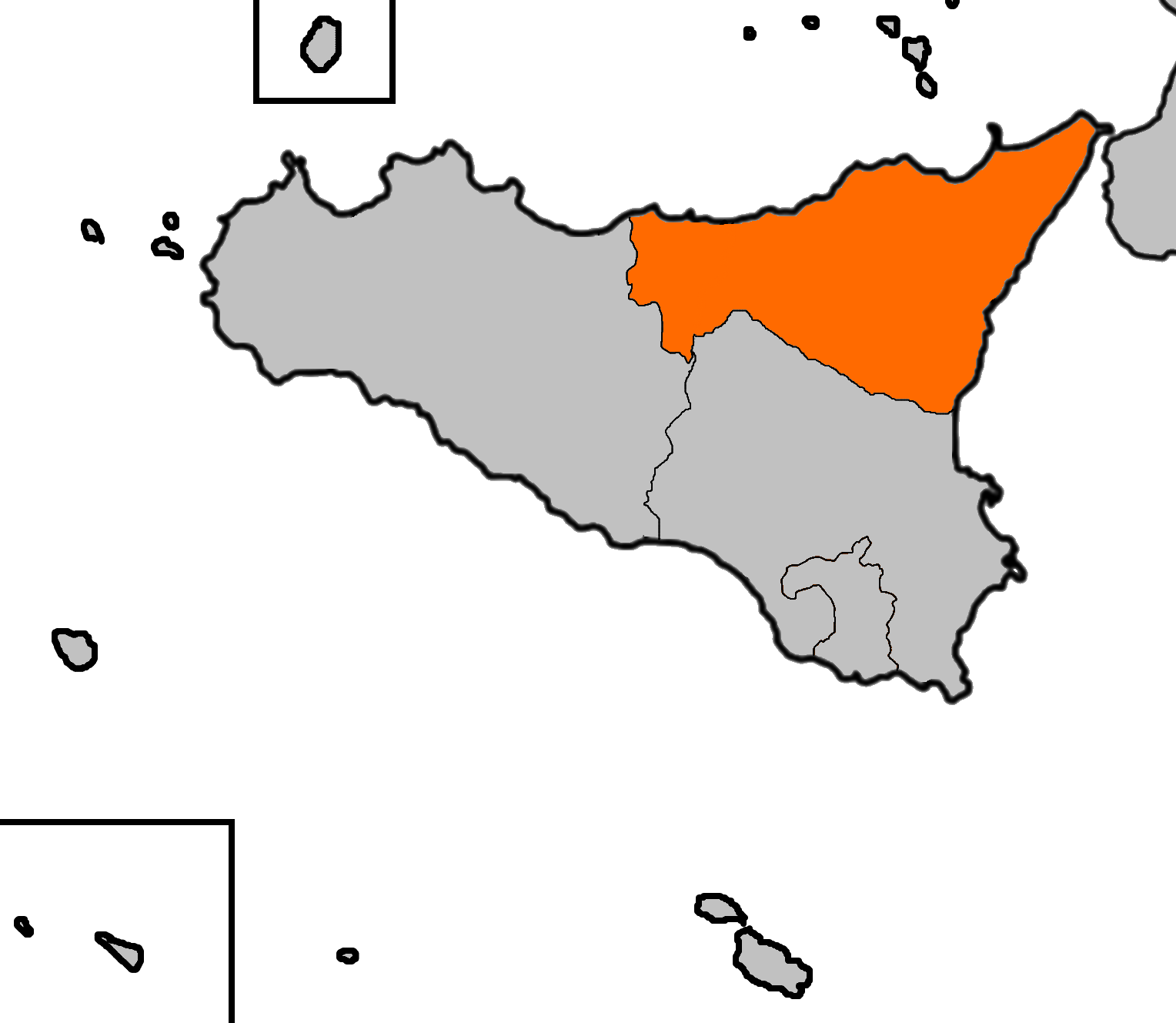
Le Val Demone.

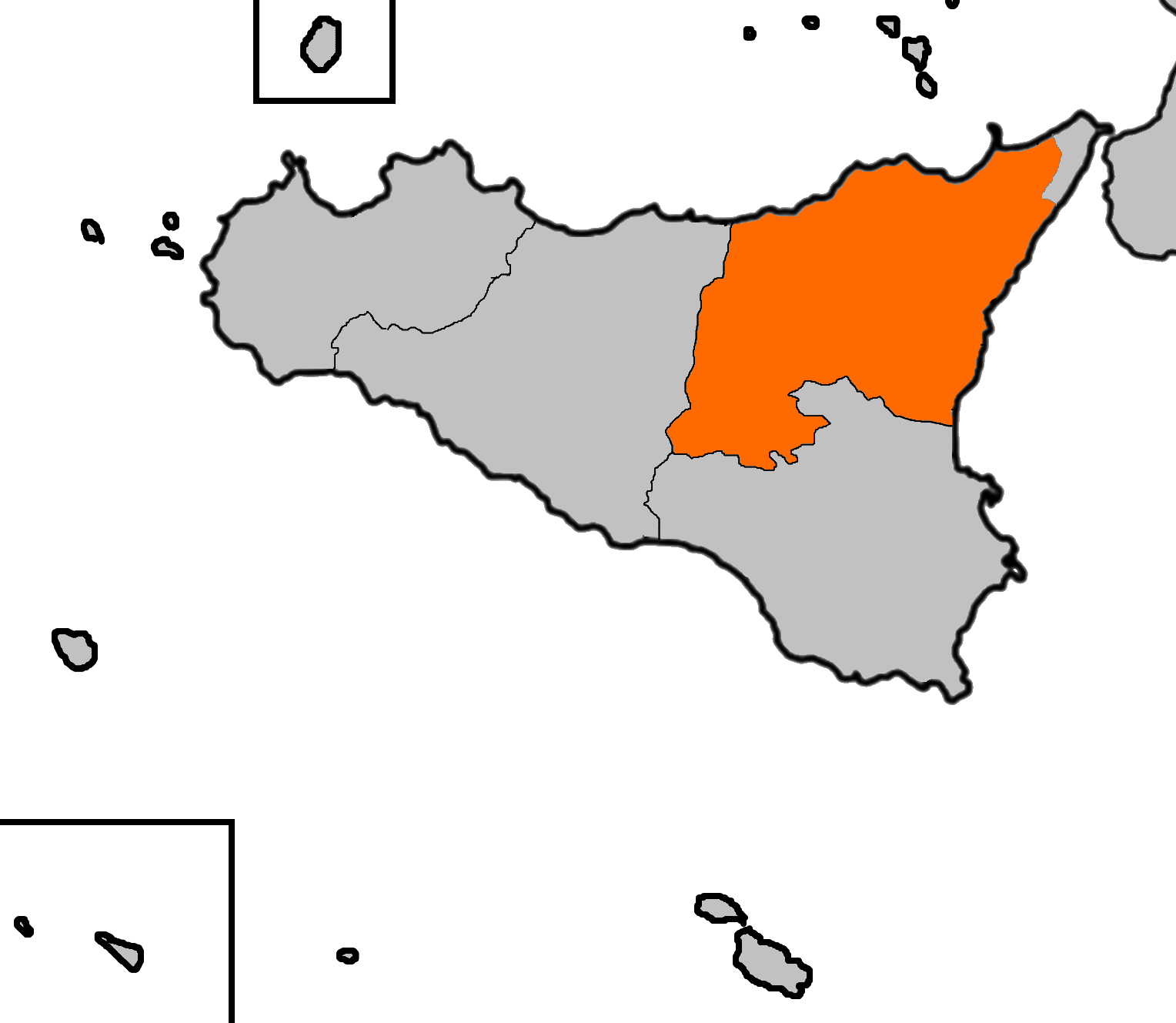
Extension maximale du Val Demone (1282-1302) sous le nom de Val Demona, di Castrogiovanni e di Milazzo.

Le Val Demone était une unité administrative historique du nord-est de la Sicile depuis l'époque de l'Émirat de Sicile jusqu'en 1812.
Le terme n'est pas issu le mot italien « valle » (vallée), souvent abrégé « Val », mais de « vallo », représentant une unité de gestion du temps lors de l'occupation arabe de la Sicile. La Sicile était divisée en trois unités administratives : Val di Mazara, Val Demone et Val di Noto. Cette division perdura jusqu'en 1812, quand une nouvelle division a été réalisée.

## Description
Le Val Demone, qui avait une superficie d'environ 5 000 km2, était le plus petit des trois « Valli » . Son territoire correspondait à peu près au territoire de l'actuelle province de Messine et de la partie nord de la province de Catane.

## Histoire
La conquête normande de la Sicile a commencé dans le Val Demone : Troina a été choisie résidence par le comte Roger Ier qui y a fondé le premier évêché. Le Val Demone était habité par une proportion particulièrement élevée de population grecque  et comportait la plupart des monastères grecs de la Sicile  (San Filippo di Fragalà, San Salvatore de Messine). Dans le nord-est de la Sicile, la langue grecque et le Rite grec ont longtemps perduré et encore aujourd'hui subsistent de nombreux noms de famille d'origine grecque.
Le nom « Demone » est issu de la ville de Demenna, qui selon le rapport de la chronique de Monemvasia a été fondée par des colons venus du Péloponnèse, ayant fui avant l'invasion slave. Demenna est citée sous ce nom par des sources arabes et juives jusqu'en 1400, mais sa localisation exacte est controversée.